# افسانه مادر سالاری
افسانه مادر سالاری پیش از تاریخ: چرا گذشته‌ای ابداع شده آینده ای به زنان نمی‌بخشد، کتابی از سینتیا اِلِر که با هدف نابودی فرضیه مادر سالاری پیش از تاریخ در سال ۲۰۰۰ نوشته شده‌است. او می‌گوید این فرضیه طی پژوهش قرن نوزدهم شکل گرفت و توسط فمینیسم موج دوم ۱۹۷۰ به دنبال ماریا گیمبوتاس مطرح شد. در این کتاب الر، استاد علوم دینی دانشگاه فارغ التصیلان کلارمونت، دلیل نادرستی این فرضیه و مضر بودن دفاع پیوسته از آن برای برنامه‌های فمینیستی را بیان می‌کند.

## فرض
الر، مادر سالاری فمینیستی را به عنوان «یک دروغ ممتنع» رد کرد.
او استدلال می‌کند که اواخر قرن بیستم باستان‌شناسی فمینیستی ماریا گیمبوتاس نقش بزرگی در ساخت اسطوره فمینیستی مادر سالاری پیش از تاریخ داشته‌است. وی این سؤال را مطرح می‌کند که آیا یافته‌های باستان‌شناسی گیمبوتاس از ادعای مادر سالاری یا مادر گرا بودن این جوامع به اندازه کافی حمایت می‌کند؟ وی می‌گوید ما هیچ فرهنگی را نمی‌شناسیم که در آن پدری نادیده گرفته شود و مقام مقدس الهه‌ها به‌طور غیرارادی موقعیت اجتماعی زن را افزایش نمی‌دهد. الر نتیجه گرفت تأسیس دوره‌های ماقبل تاریخ که در آن زنان و مردان در هماهنگی و برابری زندگی کردند «باری است که فمینیست‌ها به آن نیازی ندارند و نباید تحمل کنند.» از دیدگاه او، «اسطوره مادرسالارانه» جنبش فمینیستی را با در معرض گذشتن آن در مقابل اتهامات «خلأ و بی ربطی که ما نمی‌توانیم در دادگاه اظهار کنیم» لکه دار می‌کند.

## انتقاد
کتاب الر توسط مکس داشو، تاریخ‌نویس فمینیستی، به علت «توصیف اشتباه» نظریه‌های گیمبوتاس و دیگر انسان شناسان برجسته، و به علت نام گذاری آن‌ها به عنوان «زن سالاری» با وجود اینکه بسیاری از این دانشمندان ایده‌های مادرسالاری (حکومت زن) را به نفع مادر گرایی یا مادرتباری جوامع رد کردند، مورد انتقاد قرار گرفته‌است. داشو نوشت که الر «بین مطالعات علمی در طیف گسترده‌ای از زمینه‌ها و بیان‌های جنبش در حال رشد الهه، شامل رمان‌ها، تورهای راهنما، شرکت‌های بازار محور، هیچ تمایزی قائل نیست. همه این‌ها در یک 'اسطوره' یکپارچه و فاقد هرگونه پایه تاریخی جمع شده‌اند.»

## نسخه‌ها
- افسانه پیش از تاریخ مادری: چرا گذشته‌ای ابداع شده به زنان آینده ای نخواهد داد، Beacon Press (2000) ،شابک ‎۹۷۸-۰-۸۰۷۰-۶۷۹۲-۵.